# Зелений парадокс
Зелений парадокс (нім. Das grüne Paradoxon) — термін, який ввів німецький економіст Ганс-Вернер Зінн (нім. Hans-Werner Sinn) для опису того, що природоохоронна політика, яка стає більш зеленою з плином часу, діє як оголошені наміри про експропріацію для власників викопного палива, що спонукає їх до збільшення і прискорення обсягів видобутку природних ресурсів, а отже і до прискорення глобального потепління.

## Головна лінія обґрунтування
Основна лінія обґрунтування «зеленого парадокса» починається з визнання неминучого факту: кожен атом вуглецю у природному газі, вугіллі або нафті, видобутих з землі для використання як палива, опиниться в атмосфері, зокрема, якщо високоефективний процес згоряння уможливлює повну відсутність сажі. Близько чверті вуглецю практично навіки залишиться в атмосфері, збільшуючи парниковий ефект, що веде до глобального потепління.
Окрім збільшення лісових насаджень, лише дві речі можуть зменшити накопичення вуглецю в атмосфері: або менше вуглецю добувається з землі, або він повертається у землю після використання його енергії.
Однак зусилля політик щодо довкілля, особливо європейських, зосереджені не на цих двох напрямках, а на просування альтернативних, вільних від CO2 енергоресурсів та ефективніше використання енергії. Іншими словами, вони звертають увагу лише на бік попиту (споживання) вуглецевого ринку та ігнорують бік пропозиції. Всупереч значним інвестиціям, зусилля зі зменшення попиту не зменшили загальносвітовий обсяг викидів CO2, який продовжує зростати.
На думку Зінна, причина в тому, що поточні зелені політики здійснюють більший тиск на зменшення цін у майбутньому, а не поточних цін, що зменшує ставку приросту капіталу на запаси викопного палива. Власникам цих ресурсів такий розвиток подій не подобається і вони реагують збільшенням поточних обсягів видобутку, щоб перетворити доходи від продажу в інвестиції на ринках капіталу, які дають вищу дохідність.
Це і є «зелений парадокс»: політики з довкілля, спрямовані на «озеленення» з часом, діють як оголошена експропріація, яка провокує власників ресурсів реагувати підвищенням рівнів видобутку запасів викопного палива, і, отже, сприяє пришвидшенню зміни клімату.
Країни, які не беруть участі у зусиллях, спрямованих на зменшення попиту, мають подвійні переваги. Вони спалюють вуглецеві ресурси, що вивільнилися від «зелених» країн (ефект витоку), а також ті ресурси, які були додатково видобуті як реакція на оголошене та очікуване обмеження ціни від поступового «озеленення» політик з довкілля («зелений парадокс»).

Зінн написав: 
[Стратегії зі зменшення попиту] лише зменшують світову ціну на вуглець та спонукають енвайронментальних грішників споживати те, що зекономили країни, які приєднались до Кіотського протоколу. Навіть гірше, якщо постачальники відчувають загрозу від поступового озеленення економічних політик в таких країнах, яка (ця загроза) погіршить їх майбутні ціни, вони будуть видобувати запаси більш швидко, прискорюючи глобальне потепління.
Зінн погоджується, що передумовою «зеленого парадокса» є нестача ресурсу в тому сенсі, що його ціна завжди буде вища за суму витрат на його видобуток та пошук. І ця умова зберігатиметься, оскільки технології у найкращому випадку запропонують повну заміну електроенергії, однак не викопному паливу. На сьогодні ціна на вугілля та сиру нафту на світовому ринку значно вища за вартість відповідних витрат на видобуток та пошук.

## Практичні рішення
Ефективна кліматична політика вимушено повинна сфокусуватися на до того ігнорованому боці пропозиції на вуглецевому ринку, додатково до боку споживання. Для цього Зінн запропонував встановити податок на доходи від приросту капіталу від фінансових інвестицій у власників викопного палива або запровадження системи торгівлі викидами, яка б ефективно наклала обмеження на загальносвітове споживання викопного палива, що дозволило б досягнути бажаного зменшення обсягів видобутку вуглецю.